# Podor (Département)

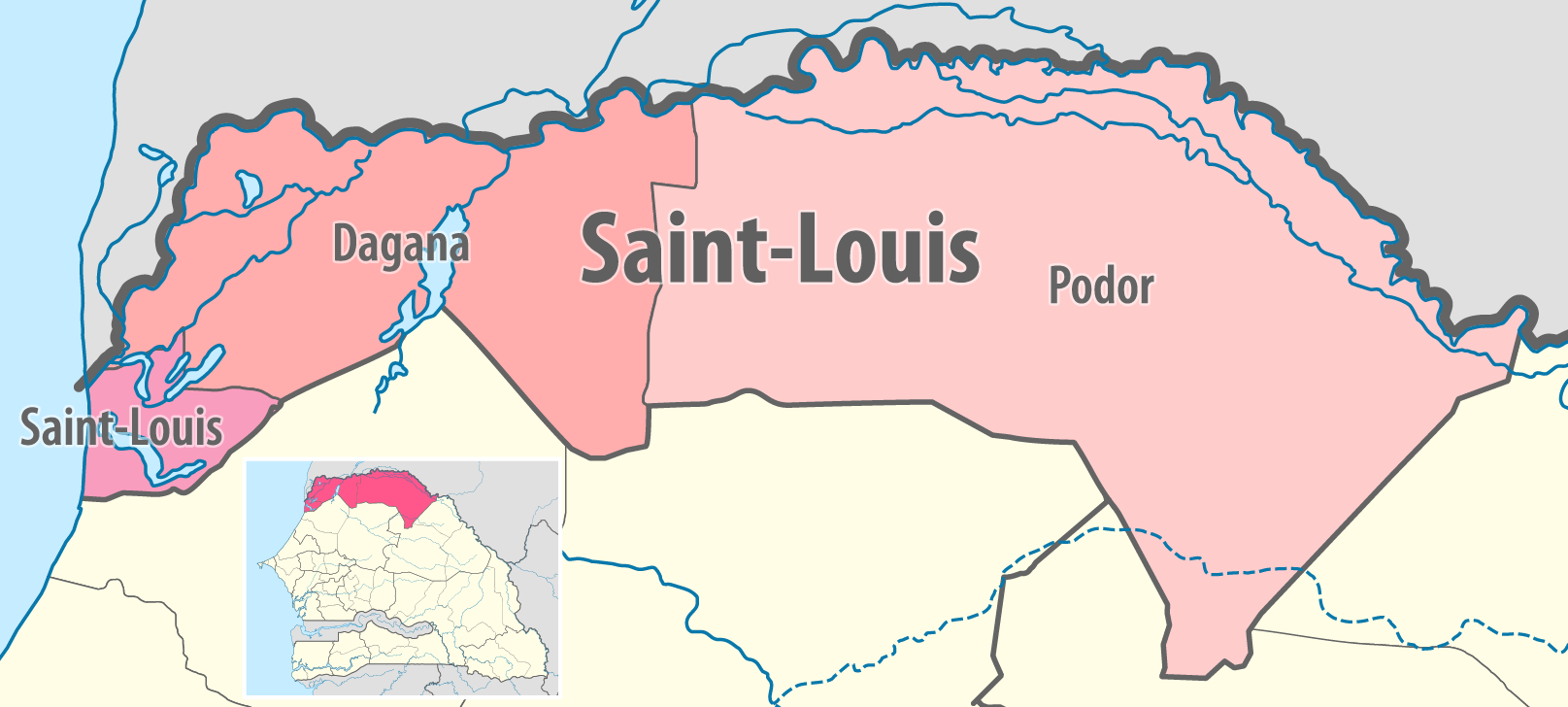
Département Podor in der Region Saint-Louis

Das Département Podor ist eines von 45 Départements, in die der Senegal, und eines von drei Départements, in die die Region Saint-Louis gegliedert ist. Es liegt im Norden des Senegal mit der Hauptstadt Podor, begrenzt im Norden vom Nachbarland Mauretanien und dem Grenzfluss Senegal.
Das Département hat eine Fläche von 12.947 km² und gliedert sich wie folgt in Arrondissements, Kommunen (Communes) und Landgemeinden (Communautés rurales):
| Commune / Arrondissement | Communauté rurale | Einwohner 2013 |
| Podor                    | —                 | 11.608         |
| Ndioum                   | —                 | 14.341         |
| Golléré                  | —                 | 6.373          |
| Ndiandane                | —                 | 4.839          |
| Bodé Lao                 | —                 | 2.466          |
| Démette                  | —                 | 3.042          |
| Galoya Toucouleur        | —                 | 5.289          |
| Guédé Chantier           | —                 | 5.600          |
| Mboumba                  | —                 | 4.896          |
| Aéré Lao                 | —                 | 9.472          |
| Pété                     | —                 | 4.211          |
| Walaldé                  | —                 | 3.224          |
| Cas-Cas                  | Madina Diathbé    | 33.243         |
| Cas-Cas                  | Doumga Lao        | 28.995         |
| Cas-Cas                  | Méry              | 17.319         |
| Saldé                    | Boké Dialloubé    | 24.161         |
| Saldé                    | Mbolo Birane      | 24.717         |
| Thillé Boubacar          | Fanaye            | 33.258         |
| Thillé Boubacar          | Ndiayène Peindao  | 30.692         |
| Gamadji Saré             | Dodel             | 38.528         |
| Gamadji Saré             | Gamadji Saré      | 20.387         |
| Gamadji Saré             | Guédé Village     | 44.091         |
| Département              | —                 | 370.751        |